# Bernardo IV d'Astarac
Bernart IV d'Astarac o in occitano Bernart IV d'Astarac (fl. XIII secolo) è stato conte d'Astarac della contea d'Armagnac (1249-1291), mecenate e trovatore.
Terzo figlio di Centule I e di Séguine d'Armagnac, alla sua corte troviamo poeti come Amanieu de Sescars, Bernart de Tot lo Mon, Guillem Anelier, Guiraut Riquier. Quest'ultimo scambiò con lui un partimen e lo scelse come giudice per un altro insieme al conte di Rodez